# Пурен
Пурен (исп. Purén) — город  в Чили. Административный центр одноимённой коммуны. Население — 7604 человека (2002).   Город  и коммуна входит в состав провинции Мальеко и области Араукания.
Территория коммуны —  464,9 км². Численность населения — 12 244  жителя (2007). Плотность населения — 26,34 чел./км².

## Расположение
Город  расположен в 88 км на северо-запад от административного центра области города Темуко и в 41 км на юго-запад от административного центра провинции города Анголь.
Коммуна граничит:
- на севере — c коммунами Анголь, Каньете
- на востоке — с коммуной Лос-Саусес
- на юге — c коммуной Лумако
- на западе — c коммуной Контульмо

## Демография
Согласно сведениям, собранным в ходе переписи Национальным институтом статистики,  население коммуны составляет 12 244 человека, из которых 6087  мужчин и 6157  женщин.
Население коммуны составляет 1,31 % от общей численности населения области Араукания. 44,03 %  относится к сельскому населению и 55,97 % — городское население.